# Chūzen-ji

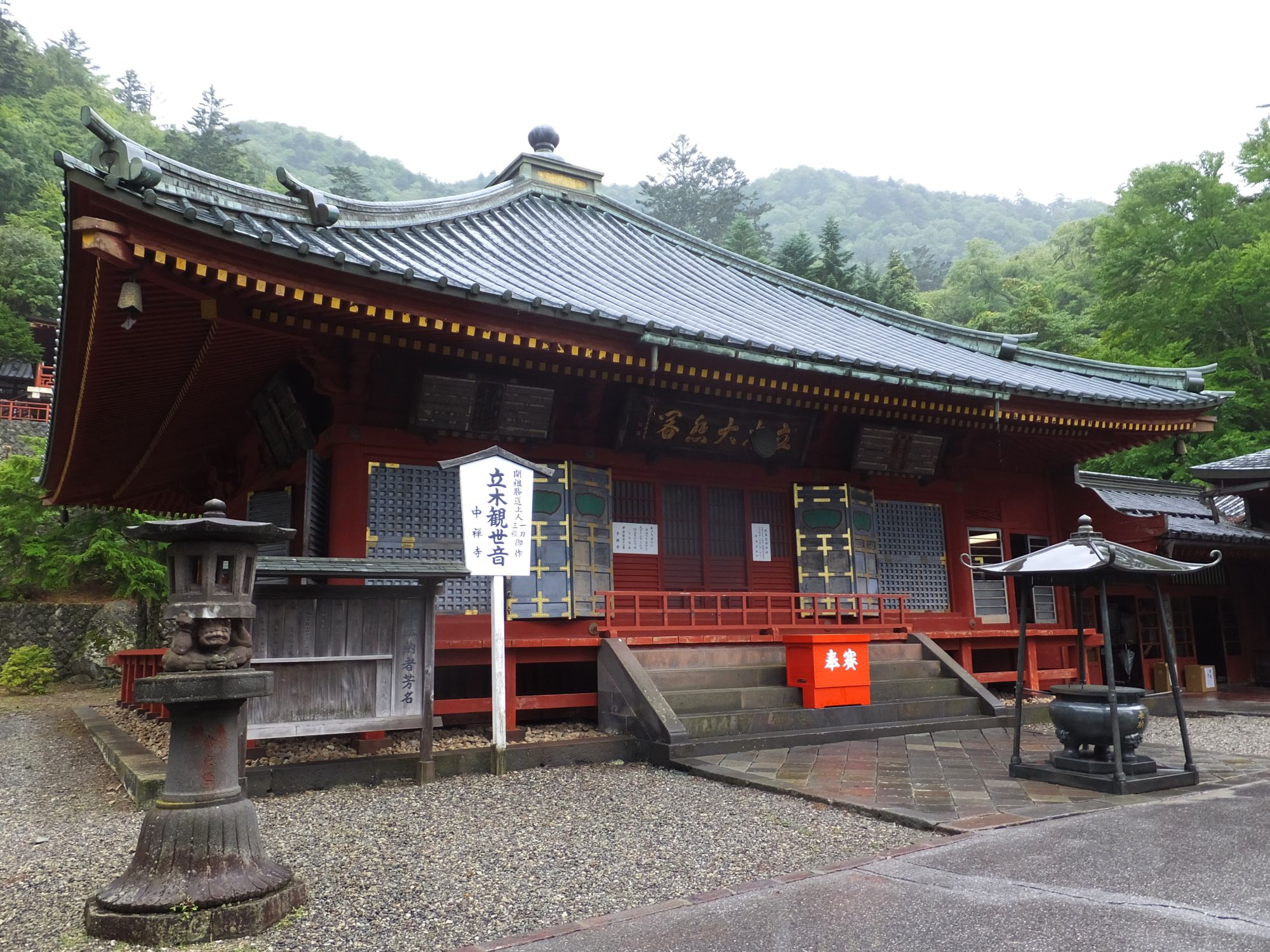
Tachigi Kannon-dō

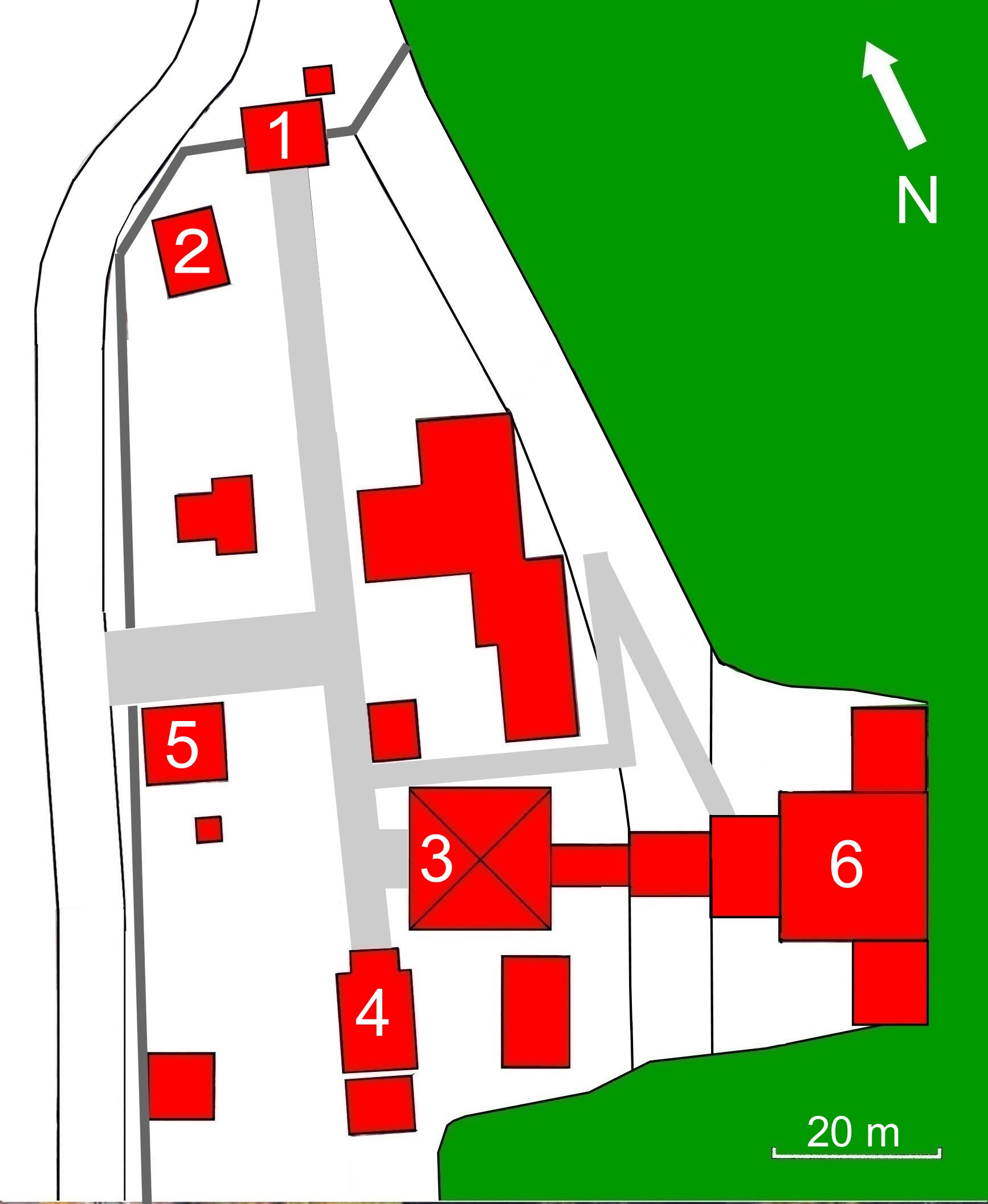
Plan des Tempels (s. Text)

Der Chūzen-ji (japanisch 中禅寺), auch Tachigi Kannon (立木観音), ist ein Tempel der Tendai-Richtung des Buddhismus in der Stadt Nikkō, Japan, der zum Rinnō-ji gehört. Der Tempel liegt am gleichnamigen See und ist in der traditionellen Zählung der 18. der 33 Tempel der Kantō-Region.

## Geschichte
Der Überlieferung nach wurde der Tempel im 3. Jahr Enreki (783) von Priester Shōdō (勝道上人) gegründet. Der Tempel befand sich ursprünglich auf dem Gelände des Futarasan-Schreins als „Schrein-Tempel“ (別当寺 bettōji). 1902 wurde er von der Ōyama-Flutwelle (大山津波 Ōyama tsunami) zerstört, wurde dann am See in Uta-no-Hama (歌の浜) wieder errichtet.

## Die Anlage
Man betritt die Anlage von Westen her durch das Tempeltor (山門 Sanmon; 1 im Plan), das hier in Form eines Turmtores hat und als Niō-Tor (仁王門 Niō-mon), also als Tor mit den beiden Tempelwächtern rechts und links vom Durchgang ausgeführt ist. Rechts steht der Glockenturm (鐘楼 Shōrō; 2) auf einem hohen Podest. Voraus sieht man die kleine „Hashiri-Daikokuten-Halle“ (波之利大黒天堂 -dō; 4), links von ihr steht die Haupthalle (本堂 Hondō; 3), die quadratischen Grundriss hat und mit einem Pyramidendach versehen ist. Sie beherbergt die Kannon-Figur und die vier himmlischen Könige (四天王 Shitennō). Gegenüber befindet sich die „Aizen-Myōō-Halle“ (愛染明王堂 -dō; 5) mit einem Pyramidendach.
1969 wurde zur Erinnerung an die Gründung durch Shōdō vor 12.000 Jahren die „Halle der Fünf Großen Himmelskönige“ (五大明王堂 Godaimyōō-dō; 6) oben über dem Tempelgelände errichtet.

## Tempelschätze
Die Hauptkultfigur, eine stehende Kannon aus Holz (木造千手観音立像), ist mehr als 4,8 m hoch. Sie soll von Priester Shōdō gefertigt worden sein und ist als Wichtiges Kulturgut Japans registriert.

## Bilder

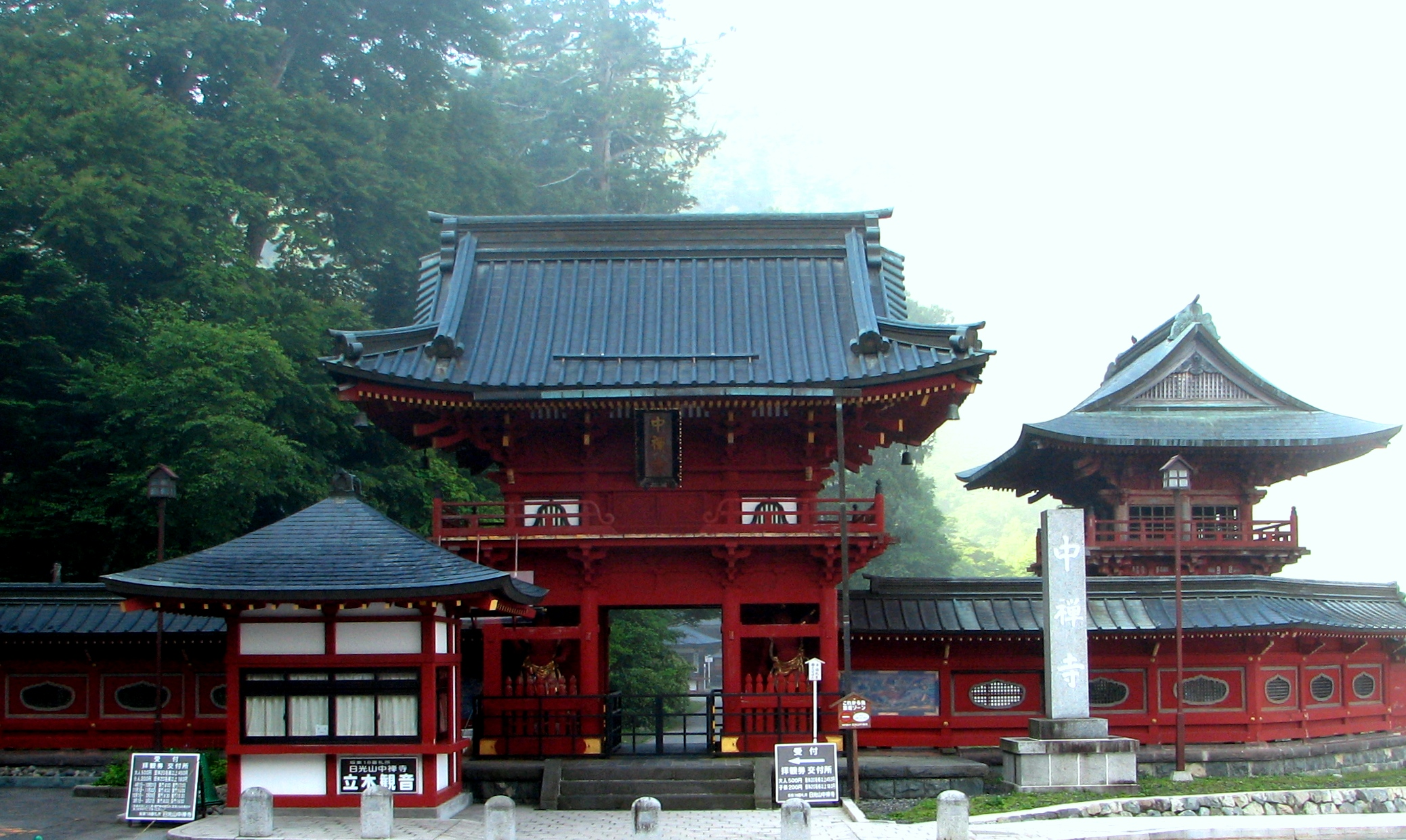
Vor dem Tempel
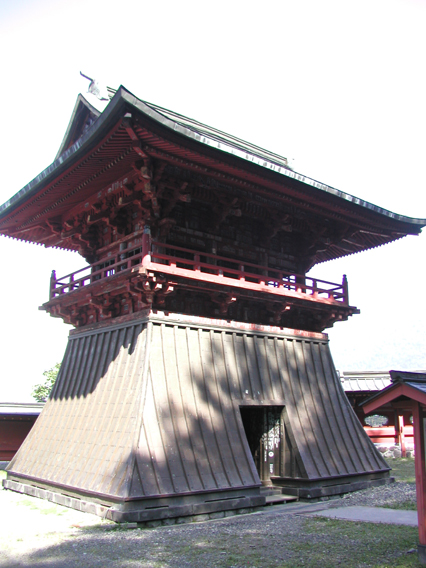
Glockenturm
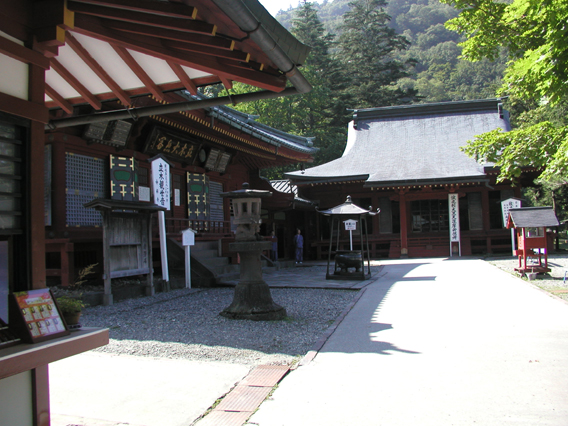
Daikokuten-Halle
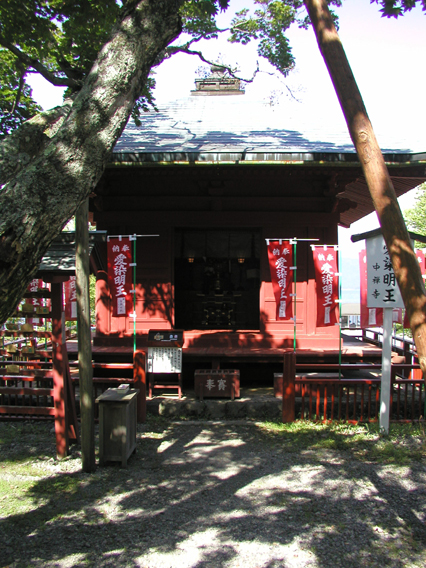
Aizen-Myōō-Halle
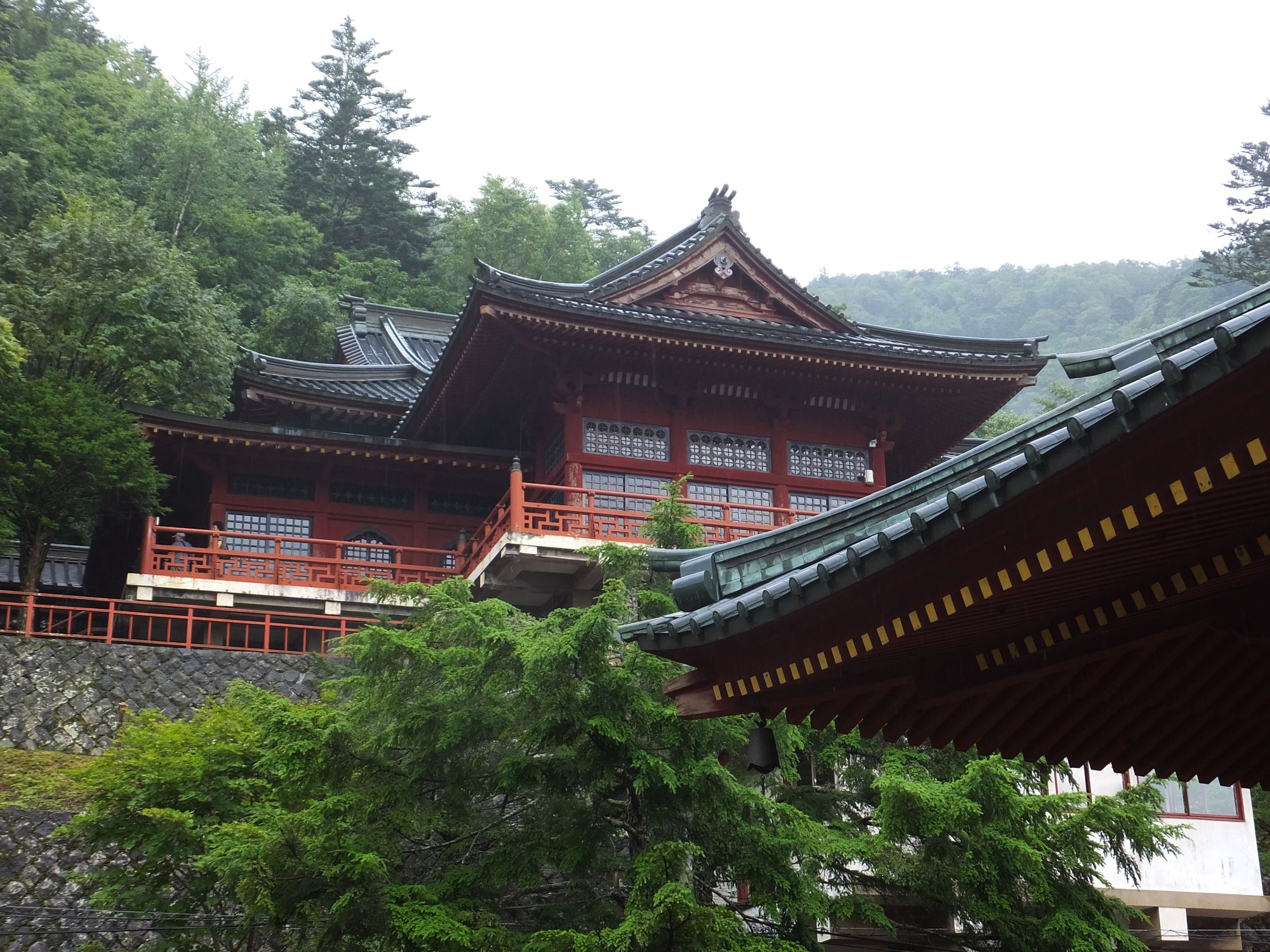
Daigo-dō